# 日長村
日長村（ひながむら）は、愛知県知多郡にかつて存在した村。
現在の知多市の一部（日長・新舞子など）に該当する。

## 歴史
- 1878年（明治11年）12月28日 - 森村、鍛冶屋村、松原村が合併し、日長村となる。
- 1889年（明治22年）10月1日 - 町村制により日長村が発足。
- 1906年（明治39年）5月1日 - 金沢村と合併し旭村が発足。同日日長村は廃止。